# Tephrosia dichroocarpa
Tephrosia dichroocarpa är en ärtväxtart som beskrevs av Achille Richard. Tephrosia dichroocarpa ingår i släktet Tephrosia och familjen ärtväxter. Inga underarter finns listade i Catalogue of Life.